# Lamprosema indentata
Lamprosema indentata là một loài bướm đêm trong họ Crambidae.